# Clifton (Dominica)
Clifton ist ein Ort im Norden von Dominica. Die Gemeinde hatte im Jahr 2011 zusammen mit ihrer Nachbarsortschaft Hermitage 163 Einwohner. Clifton liegt im Parish Saint John.

## Geographische Lage
Bourne liegt nördlich von Cottage und südlich von Capuchin.